# Homoneura disjuncta
Homoneura disjuncta is een vliegensoort uit de familie van de Lauxaniidae. De wetenschappelijke naam van de soort is voor het eerst geldig gepubliceerd in 1914 door Johnson.